# Ґлеба (Мазовецьке воєводство)
Ґлеба (пол. Gleba) — село в Польщі, у гміні Кадзідло Остроленцького повіту Мазовецького воєводства.
Населення — 434 особи (2011).
У 1975-1998 роках село належало до Остроленцького воєводства.

## Демографія
Демографічна структура станом на 31 березня 2011 року:
|          | Загалом | Допрацездатний вік | Працездатний вік | Постпрацездатний вік |
| -------- | ------- | ------------------ | ---------------- | -------------------- |
| Чоловіки | 229     | 64                 | 144              | 21                   |
| Жінки    | 205     | 54                 | 113              | 38                   |
| Разом    | 434     | 118                | 257              | 59                   |